# Hannah Villiger
Hannah Villiger, née le 9 décembre 1951 et morte le 12 août 1997, est une artiste suisse ayant développé une approche sculpturale de la photographie qui façonnera l'ensemble de son œuvre ultérieure.

## Biographie
Hannah Villiger fait ses études à l'Université des Sciences et des Arts appliqués de Lucerne, en Suisse. Elle en sort diplômée en 1974. En 1986 elle déménage à Paris. Dès les années 1990 ses travaux sont exposés au niveau international, notamment à la Biennale de São Paulo.  
En 1994, Hannah Villiger est choisie pour représenter le pavillon suisse à la Biennale de São Paulo. 
Décédée à 45 ans d'un cancer, en 1997, la consécration de son travail ne se manifeste que plusieurs années après. En 2001, la Kunsthalle de Bâle lui consacre une rétrospective. À cette occasion, un catalogue raisonné de son œuvre est publié chez Scalo Editions.
En 2007 ses œuvres sont  exposées au MAMCO dans le cadre de l'exposition Je serai mon propre ciseau du Cycle Rolywholyover, deuxième épisode.

## Œuvre
Elle commence l'expérimentation de la photographie,,dans les années 1980, notamment par le biais d'un appareil 35 mm, puis d'un Polaroid,. Son corps notamment nu devient l'unique sujet de son œuvre,. 
Ses clichés montrent des morceaux de corps associés les uns aux autres, comme enchevêtrés, créant des compositions de grand format. Ses découpages de corps, le plus souvent nus, prennent place dans des diptyques, triptyques, voire multiples, photographiques qui rappellent par leur mise en scène les retables religieux.   
La série Sculpturals est l'une des plus importantes dans la carrière de l'artiste. Hannah Villigier s'y montre affaiblie, le corps malade, la peau abîmée. Les zooms troublent l’œil et ne permettent plus d'identifier les diverses parties de son corps.   

## Expositions personnelles
- Hannah Villiger, Musée National d'Art Moderne (Galerie de photographies), 2024[15]
- Hannah Villiger: Amaze Me, Musée Susch, du 4 janvier bis 2 juillet 2023[16]